# Scopula terrigena
Scopula terrigena là một loài bướm đêm trong họ Geometridae.